# Brachymenium brevicarpum
Brachymenium brevicarpum là một loài rêu trong họ Bryaceae. Loài này được Ochi & Streimann mô tả khoa học đầu tiên năm 1987.